# Circuit de Dieppe
Le Circuit de Dieppe était le nom de deux circuits de course automobile français près de Dieppe (Seine-Maritime). 

## Premier circuit de Dieppe
D'une longueur de 76,48 km, il faisait un triangle entre les villes de Neuville-lès-Dieppe, Londinières et Eu en passant par Envermeu, Douvrend, Fresnoy-Folny, Sept-Meules, Criel-sur-Mer, Saint-Martin-en-Campagne.
Sur ce circuit se déroulèrent trois Grands Prix de l'ACF.
| Année     | Vainqueur                | Voiture           | Résultats |           |
| --------- | ------------------------ | ----------------- | --------- | --------- |
| 1907      | Felice Nazzaro           | Fiat 130 HP Corsa | Résultats |           |
| 1908      | Christian Lautenschlager | Mercedes          | Résultats |           |
| 1909-1910 | Non couru                | Non couru         | Non couru | Non couru |
| 1912      | Georges Boillot          | Peugeot           | Résultats |           |

## Deuxième circuit de Dieppe
Sur ce circuit situé au sud de Dieppe, à Saint-Aubin-sur-Scie, se déroulèrent sept Grand Prix de 1929 à 1935.